# Кара-Таш (Кара-Ташский айылный аймак)
Кара-Таш (кирг. Кара-Таш) — село в Ноокатском районе Ошской области Кыргызстана. Административный центр Кара-Ташского айылного аймака.

## География
Село расположено в западной части области, к западу от реки Кыргыз-Ата, на расстоянии приблизительно 1 километра (по прямой) к югу от города Ноокат, административного центра района. Абсолютная высота — 1546 метров над уровнем моря.

## Население
Согласно оценочным данным Национального статистического комитета Кыргызской Республики, численность населения села на начало 2023 года составляла 11 064 человека.
| год     | 2009 | 2014 | 2015 | 2020   | 2021   | 2023   |
| ------- | ---- | ---- | ---- | ------ | ------ | ------ |
| человек | 8300 | 8927 | 9047 | 10 670 | 10 797 | 11 064 |